# 奥田村 (富山県)
奥田村（おくだむら）は、かつて富山県上新川郡にあった村。
村名は村域に奥田を称する大字が多いうえ、多くの大字が旧奥田組に属していたことによる。

## 沿革
- 1889年（明治22年）4月1日 - 町村制の施行により、上新川郡奥田村、鶴田村、上奥井村、窪村、西上赤江村、西下赤江村、上奥井新村、下奥井村、西川原村、奥田上新村、奥田下新村、下奥井新村、西田村、中島村、下桑原村、粟田村、西稲荷村、東田地方村及び西双代村の区域をもって、上新川郡奥田村が発足する。村役場は当初奥田の字中道15番地の8および字上畑田18番地の2に置かれていた（奥田の深川家からの借地で建物は木造瓦葺平屋建て、富岩街道〔現・富山県道30号富山港線〕の東側に道路から少し下がって西に向かって建っていた）[4]。この時点での人口は1,842人、世帯数は324世帯[5]
- 1901年（明治34年）2月1日 - 大字東田地方の区域の一部を富山市に編入する。
- 1909年（明治42年）4月1日 - 大字東田地方の区域の一部を富山市に編入する。
- 大正期 - 大字名の改称があった。これにより1935年（昭和10年）時点での大字は田地方、稲荷、窪、奥井、奥田、下新、下奥井、栗田、中島の9大字となる[6]。
- 1933年（昭和8年）
  - 11月6日 - 奥田字中道8番地の4（富岩街道の東側約100m南、道路から少し下がって西向きに建っていた。現在のなのはな農業協同組合奥田支店のところ）に、木造瓦葺きモルタル塗り2階建ての庁舎を新築移転（同年11月21日に新築移落成式）[2]。
  - 同年時点での人口は5,375人、世帯数は1,134人[5]。
- 1935年（昭和10年）4月1日 - 富山市に編入する。役場庁舎は合併協定により奥田産業組合（のちの奥田農業協同組合）に無償で譲渡された[7]。

## 歴代村長
出典→
1. 赤祖父茂郷（1889年 - ）
2. 竹島嘉一（1891年 - ）
3. 竹島嘉一（1895年1月31日 - ）
4. 竹島嘉一（1895年10月18日 - ）
5. 竹島謙作（1899年6月21日 - ）
6. 竹島嘉一（1900年6月11日 - 1902年1月）
7. 佐倉弥八郎（1902年2月28日 - ）
8. 竹島多作（1902年6月13日 - 1903年8月）
9. 堀井調太郎（1903年9月18日 - 1904年4月5日）
10. 竹島多作（1904年6月14日 - 1907年5月）
11. 堀井調太郎（1907年5月24日 - 1911年5月22日）
12. 深川吉四郎（1911年6月3日 - 1915年1月12日）
13. 稲葉粂次郎（1915年2月4日 - ）
14. 朝田庄右衛門（1917年3月31日 - ）
15. 早東鶴次郎（1922年3月7日 - 1926年3月6日）
16. 早東鶴次郎（1926年3月7日 - 1930年2月）
17. 竹島寛（1930年2月 - 1934年2月4日）
18. 堀井三友（1934年2月5日 - 1935年3月31日）